# Lê Thiếu Dĩnh
Lê Thiếu Dĩnh(黎少穎) là một văn thần đời vua Lê Thái Tổ, tự là Từ Kỳ, hiệu là Tiết Trai, con của chí sĩ Lê Cảnh Tuân thời Hồ và thuộc Minh.

## Thân thế
Tổ tiên ông là người Thuần Lộc, trấn Thanh Hoa (Hậu Lộc - Thanh Hóa), sau này đời về làng Mộ Trạch, huyện Đường An, trấn Hải Dương (nay thuộc huyện Bình Giang, tỉnh Hải Dương).

## Sự nghiệp
Khi quân Minh xâm chiếm nước Đại Ngu, cha và anh ông là Lê Thái Điệp bị bắt về Trung Quốc. Ông cùng với em là Lê Thúc Hiền vào Lam Sơn theo Lê Lợi khởi nghĩa chống quân Minh.
Ngày 22 tháng 11 năm 1427 Đinh Mùi, Lê Lợi cùng Vương Thông và các tướng nhà Minh hội thề ở phía nam thành, hẹn đến ngày 22 tháng 12 thì rút quân về nước. Ngày 29 tháng 11 năm Đinh Mùi, vua Lê Thái Tổ sai một sứ bộ sang trần tình với Minh Tuyên Tông. Sứ bộ gồm: Lê Thiếu Dĩnh, Lê Cảnh Quang, Lê Đức Huy và Đặng Hiếu Lộc. Sứ bộ mang theo tờ biểu và bản ghi sản vật trong đó có hai tượng người, một bằng vàng và một bằng bạc, đồng thời cũng trả nhà Minh hai song hổ phù của Liễu Thăng, một quả ấn bạc và danh sách quân Minh bị bắt sẽ trao trả cho về nước
Tháng 11 năm 1428 Mậu Thân, sứ bộ Lê Thiếu Dĩnh dâng biểu đã trở về mang theo dụ vua Minh. Vua Minh ban cho Lê Thiếu Dĩnh áo vóc hoa và tiền giấy để tiêu khi đi đường. Sau ông được thăng Thiên tri viện sự, sau thăng lên chức An phủ sứ.
Theo Đại Việt sử ký toàn thư, Lê Thiếu Dĩnh vì can tội tham tang, bị bãi chức về làm dân, suốt đời không được bổ dụng. Ông về quê nhà sống ẩn dật. Năm 1449, ông được phục chức làm Giáo thụ lộ Tam Đới .
Sau này không rõ ông qua đời năm nào.

## Tác phẩm
Ông là tác giả Tiết Trai thi tập được đời truyền tụng. Thơ văn của Lê Thiếu Dĩnh còn lại 13 bài trong bộ Toàn Việt thi lục, nói lên cảnh tượng long dong trong những ngày loạn lạc và tình cảm nhớ làng, nước nước của ông khi nước mất.